# NGC 4215
NGC 4215 este o galaxie lenticulară situată în constelația Fecioara. A fost descoperită în 13 aprilie 1784 de către William Herschel. Se află la o distanță de 31,5 de megaparseci de Pământ.